# John Morgan Davis
John Morgan Davis (* 9. August 1906 in  Shenandoah, Pennsylvania; † 8. März 1984) war ein US-amerikanischer Jurist und Politiker. Zwischen 1959 und 1963 war er Vizegouverneur des Staates Pennsylvania; später wurde er Bundesrichter am Bundesbezirksgericht für den östlichen Distrikt von Pennsylvania.

## Werdegang
John Davis studierte bis 1929 an der University of Pennsylvania. Nach einem anschließenden Jurastudium an der Law School dieser Universität und seiner 1932 erfolgten Zulassung als Rechtsanwalt begann er in diesem Beruf zu arbeiten, den er bis 1952 ausübte. Danach war er bis 1958 Berufungsrichter am Pennsylvania Court of Common Pleas. Politisch schloss er sich der Demokratischen Partei an. Im Juli 1960 nahm er als Delegierter an der Democratic National Convention in Los Angeles teil, auf der John F. Kennedy als Präsidentschaftskandidat nominiert wurde.
1958 wurde Davis an der Seite von David Leo Lawrence zum Vizegouverneur von Pennsylvania gewählt. Dieses Amt bekleidete er zwischen 1959 und 1963. Dabei war er Stellvertreter des Gouverneurs und Vorsitzender des Staatssenats. Im Jahr 1964 wurde er durch US-Präsident Lyndon B. Johnson als Nachfolger von Thomas C. Egan zum Richter am United States District Court for the Eastern District of Pennsylvania ernannt. Dieses Amt bekleidete er bis zu seinem Tod am 8. März 1984.